# Calle Particular del Norte (Bilbao)
La calle Particular del Norte es una calle propiedad de la compañía Adif ubicada en el barrio de San Francisco en el municipio de Bilbao, territorio histórico de Vizcaya. 

## Ubicación
La calle Particular del Norte comienza en la calle Bailén y termina en la playa de vías de la estación de Abando. Su nombre es debido a que está ubicada en los terrenos de la estación de tren que también ha sido históricamente conocida como “del Norte”, por ser en su tiempo propiedad de la Compañía de los Caminos de Hierro del Norte de España. Esta calle también fue antaño conocida con los nombres de particular de Bailén, particular del Comercio y Estación del Norte-Puerta de Bailén.
Su ubicación dentro de los distritos municipales en que está dividido Bilbao, es doble, dado que, paradójicamente, los números pares pertenecen al distrito de Abando mientras que los números impares pertenecen al distrito de Ibaiondo, si bien toda la calle comparte el mismo código postal (48003).

## Orígenes

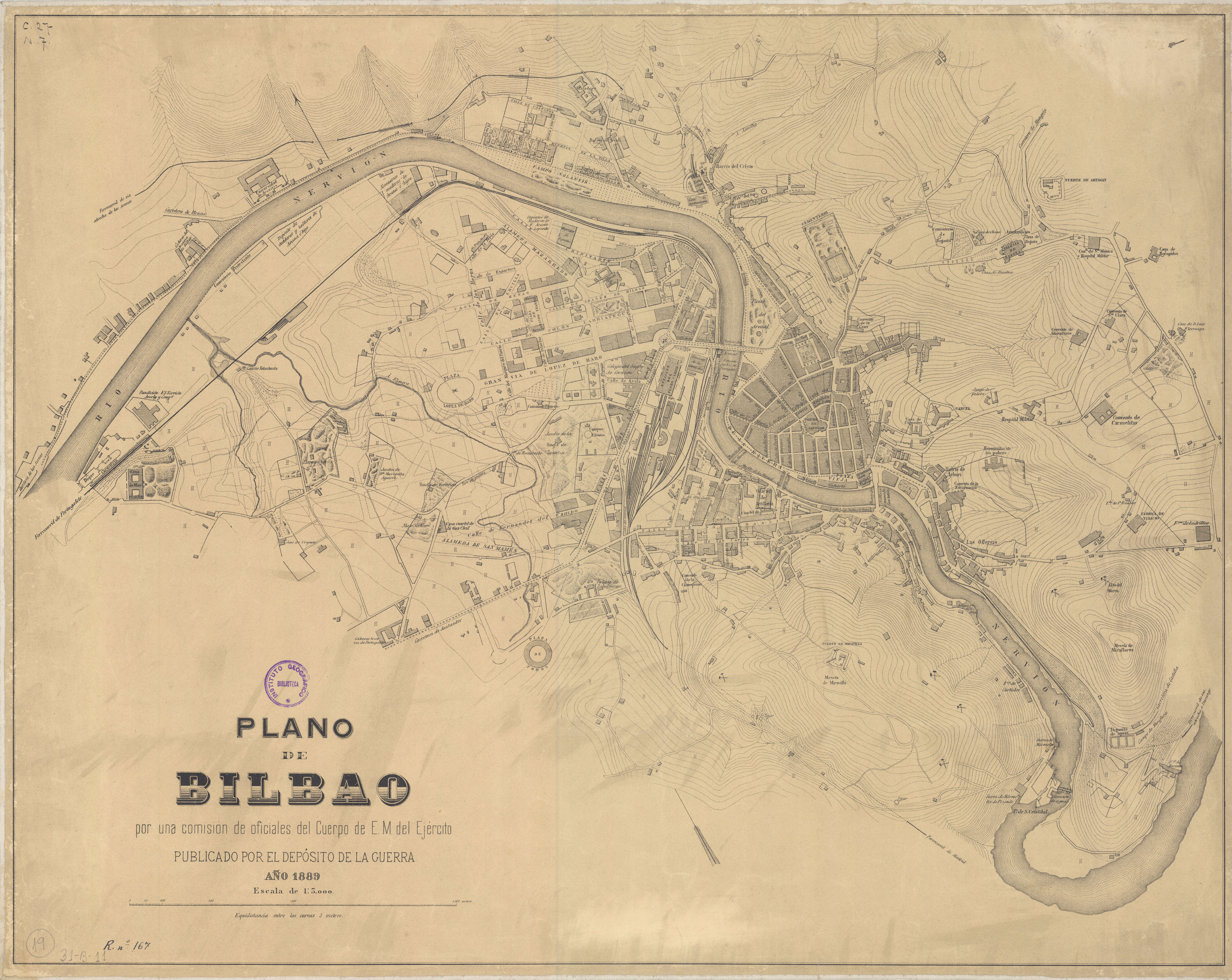
1889, edificaciones en la zona

La calle se creó entre finales del siglo XIX y principios del XX donde anteriormente ya existían edificaciones para el almacenaje de productos transportados por el ferrocarril, y en ella se van asentando a lo largo del tiempo diferentes empresas agroalimentarias. No aparece en el nomenclátor municipal como calle hasta 1955, constando en los anteriores simplemente como “terrenos de la estación del Norte”.

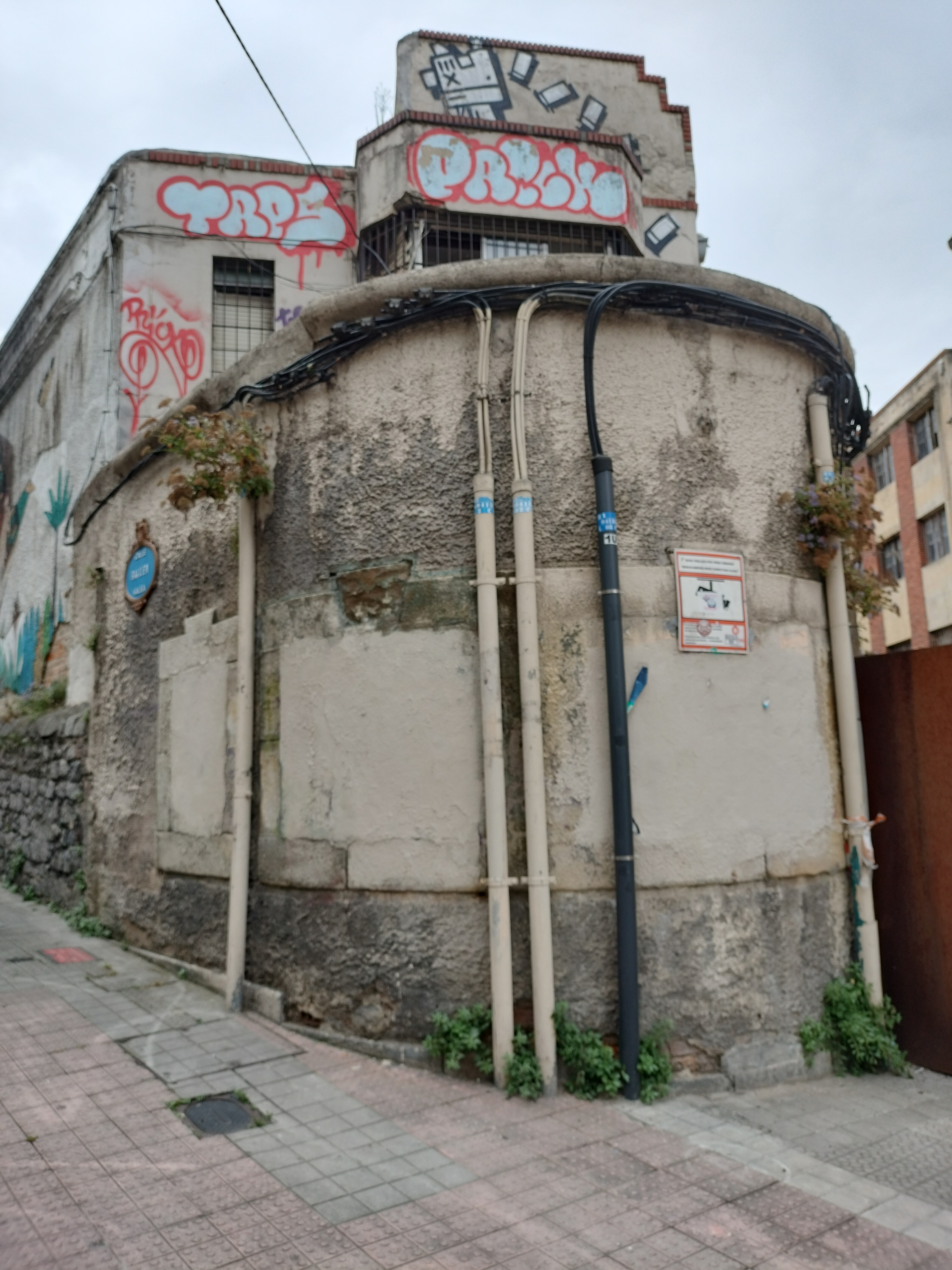
Fielato

En la entrada de la calle todavía sobrevive el fielato, con sus ventanas tapiadas, donde se cobraban los diferentes impuestos y tasas municipales por las mercancías. Estos organismos, que funcionaron hasta la década de 1960, además de para el cobro de arbitrios y tasas, también tenían una función de control sanitario sobre los alimentos y, especialmente, con los alcoholes que llegaban a las poblaciones. Por este motivo también eran conocidos como estaciones sanitarias.

## Pabellones
La calle consta de varios pabellones industriales, mayoritariamente de corte racionalista, con portales numerados del 1 al 13, aunque no existe ningún portal con el n.º 10. En el Inventario del Patrimonio Industrial y de la Obra Pública del País Vasco,editado por el Gobierno Vasco en noviembre de 2012 y coordinado por la Asociación Vasca de Patrimonio Industrial y Obra Pública (AVPIOP),se presentó un catálogo donde se recogían “los elementos más relevantes del patrimonio industrial vasco”. En dicho trabajo se catalogaron los siguientes 8 edificios en la calle Particular del Norte, considerándolos como conjunto relevante:

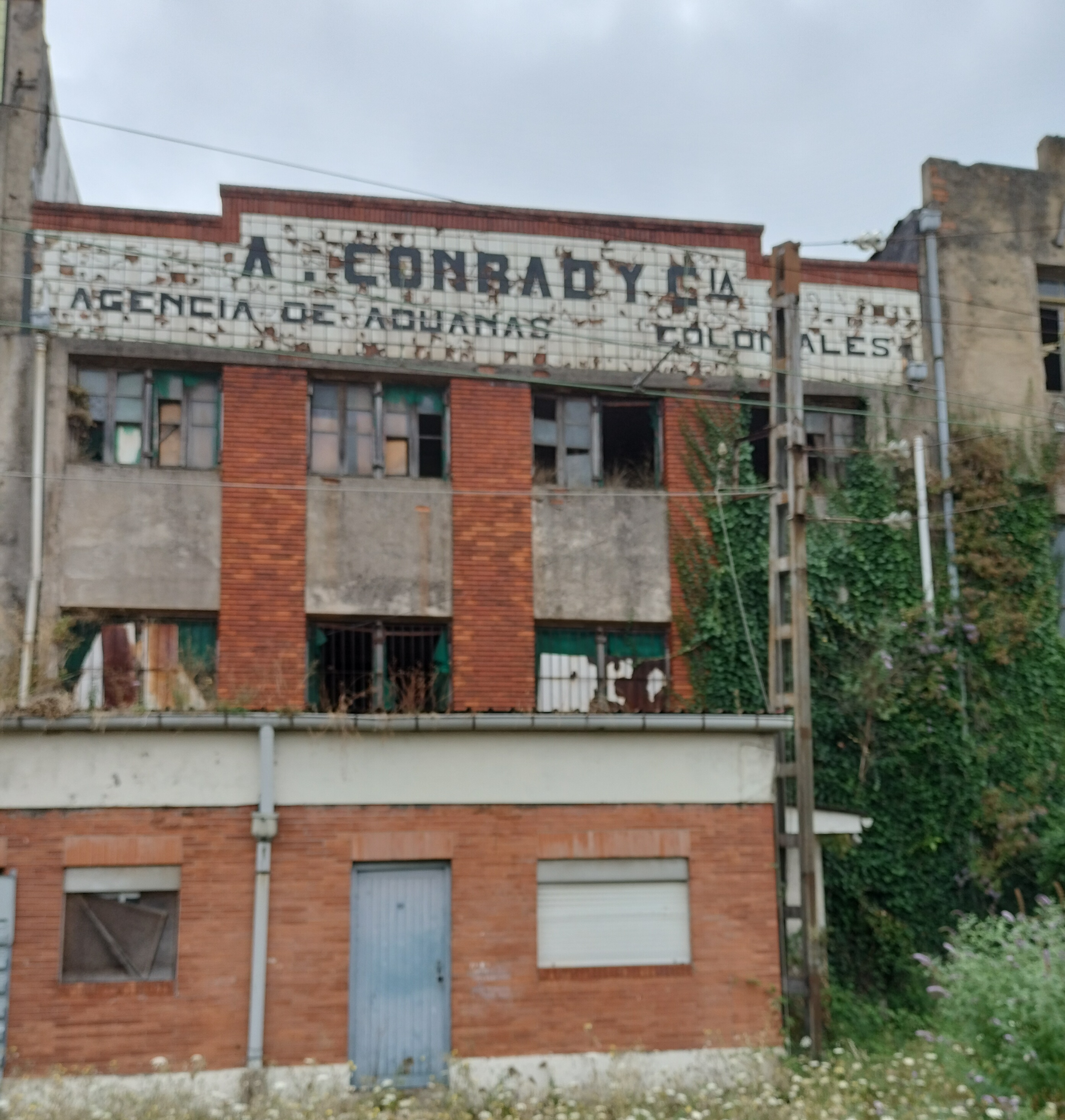
Conrad y Cia.

### A. Conrad y Cía.
Edificio de la empresa A. Conrad y Cía., fundada en 1840, portal n.º 6, y que ocupaba también el edificio al fondo de la calle que fue cuartel del destacamento del Regimiento de Zapadores ferroviarios en Bilbao en sus últimas décadas. El edificio se utilizó como depósito de vinos, aceites, coloniales y otras mercancías, así como agencia de aduanas. En los años 50 se importaban garbanzos de Fuentesaúco, de la provincia de Zamora, y también mexicanos, por lo que eran conocidos como el “Club de los Garbanzos”.

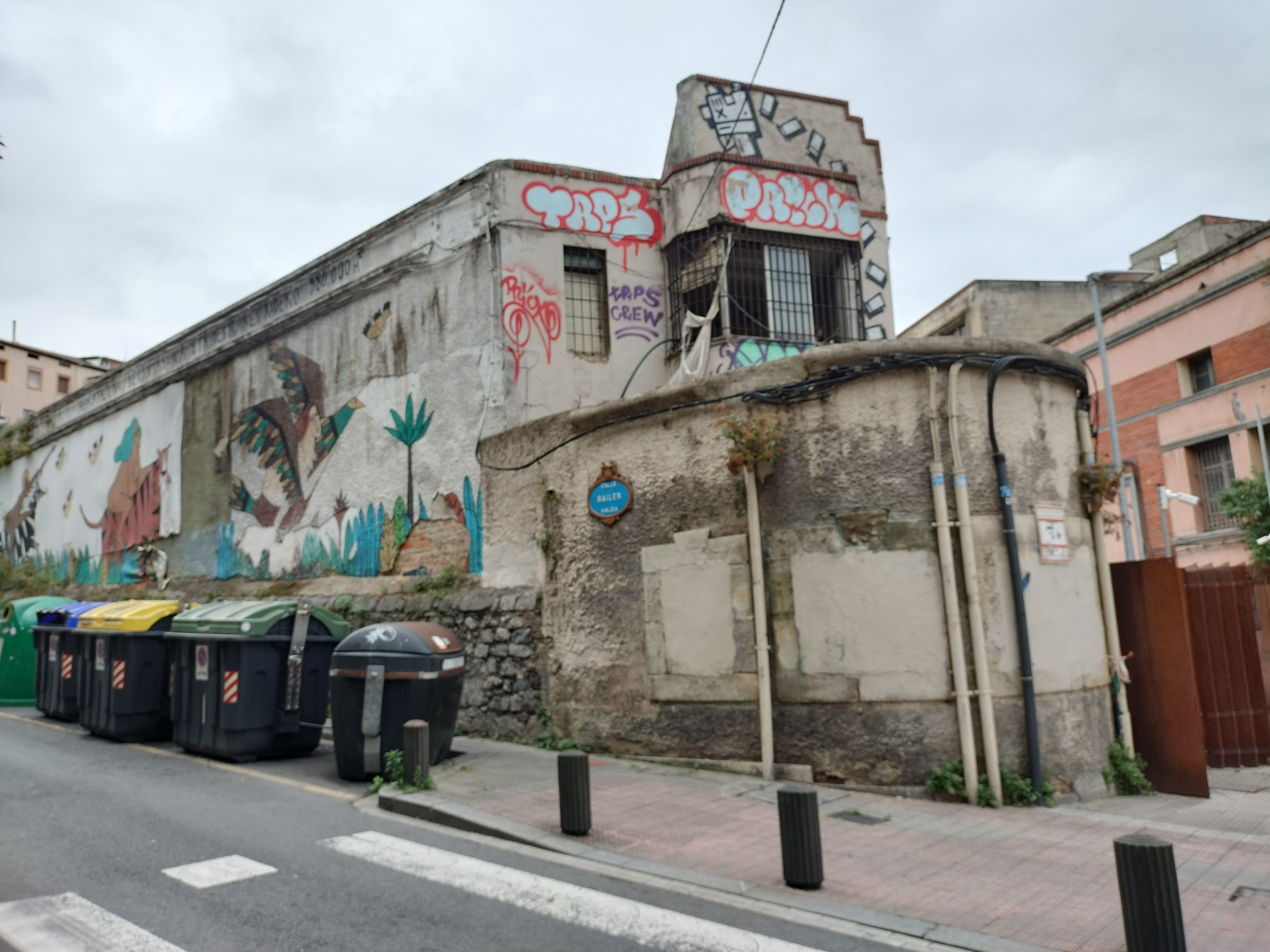
A.Arrarte y Cia., con el fielato anexo

### Antonio Arrarte y Cía.
Edificio de Antonio Arrarte y Cía., en el n.º 3 de la calle, empresa destinada al comercio de vinos y licores desde finales del siglo XIX que disponía de bodegas en Tomelloso, en La Mancha, localidad con la cual el empresario tenía una estrecha relación y donde la compañía poseía una fábrica para la elaboración de vinos y destilación de licores.

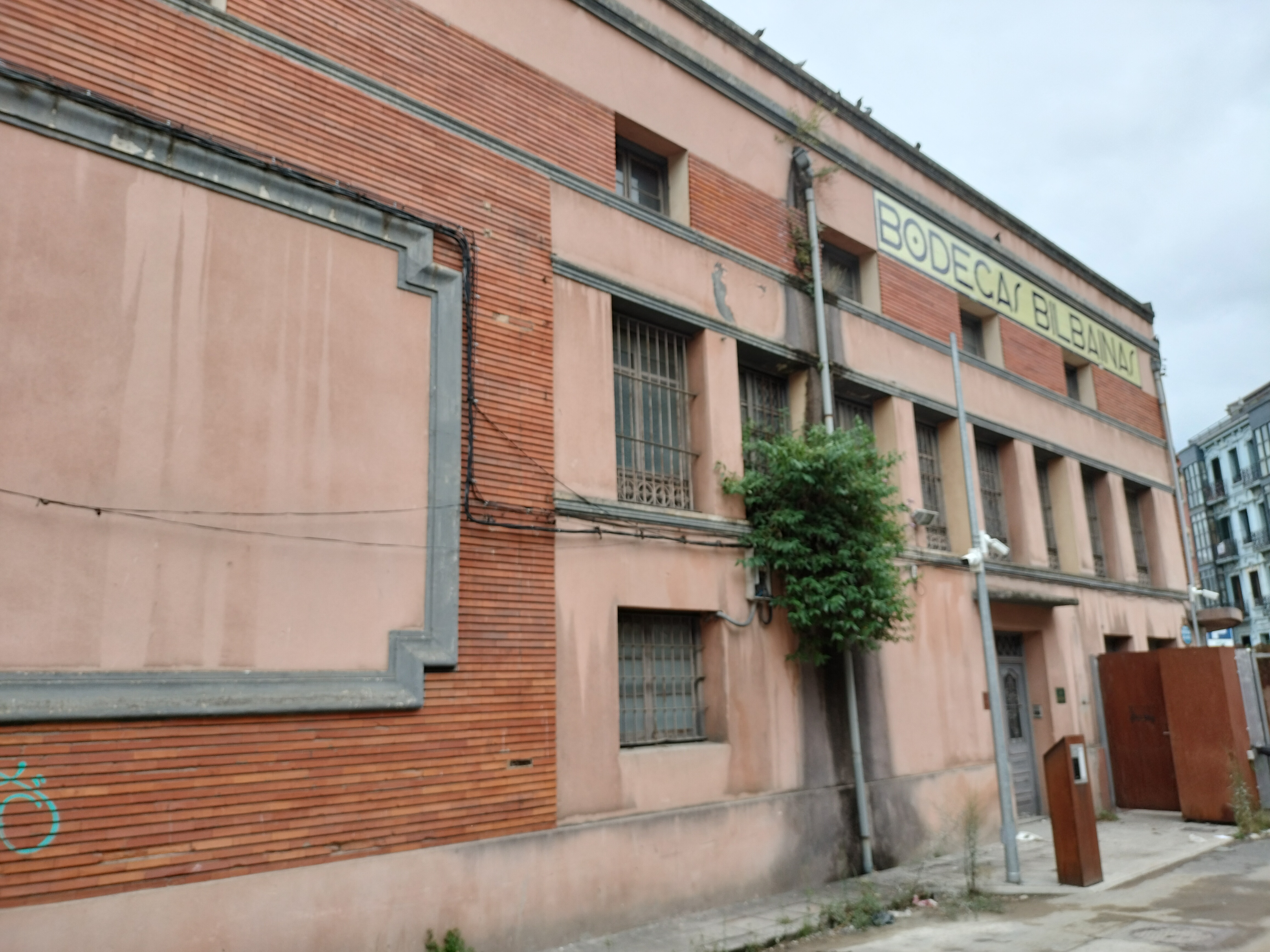
Bodegas Bilbaínas

### Bodegas Bilbaínas S.A.
Con el n.º de portal 2, el pabellón remodelado por Santos Zunzunegui en 1941 de Bodegas Bilbaínas S.A., empresa fundada el año 1901 a partir de la fusión de las empresas vinateras de José Ángel de Aurrecoechea y Santiago de Ugarte. Es la única empresa original que aun sigue en funcionamiento en la calle. En 1902 se cita entre sus bienes este edificio de que fue construido hacia 1889 y adquirido en 1900 a la Compañía Mercantil Zuricalday Echevarría y Cía. Fue destruido por un incendio en 1902, y posteriormente se le encargó su reconstrucción al arquitecto Fidel Iturria y Bizcarrondo, autor también del edificio de la Sociedad Filarmónica de Bilbao.

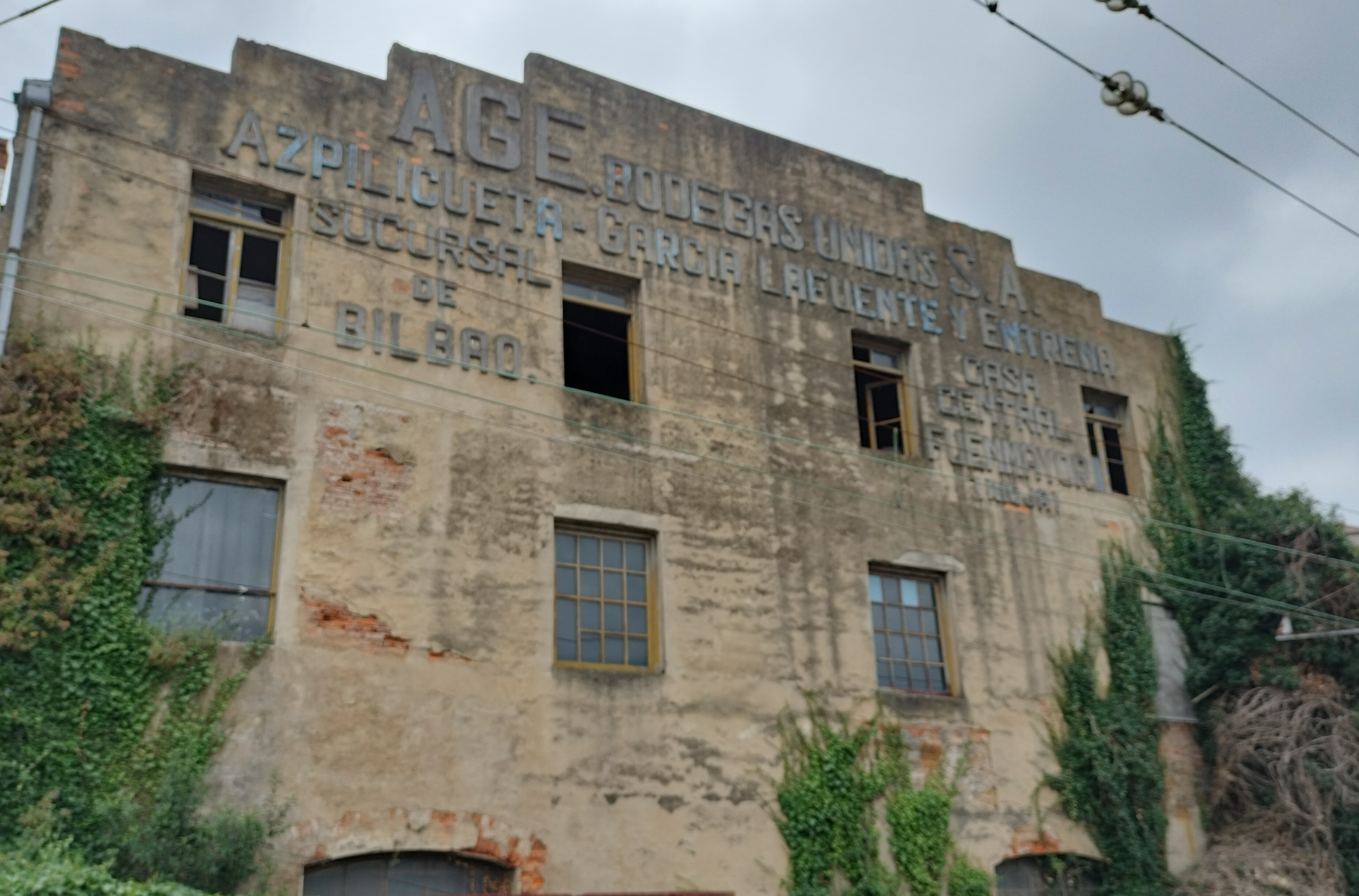
Edificio de AGE Bodegas Unidas S.A.

### A.G.E.
Edificio de Bodegas del Romeral, en el n.º 8 de la calle, de F. Azpilicueta, fundada en 1881. Más tarde se convirtió en A.G.E., Bodegas Unidas, S.A., al fusionarse Azpilicueta con García Lafuente y Entrena. Se destinaba al almacenamiento de barricas, cajas y garrafas y en los años sesenta en el edificio se ejecutó una ampliación, con proyecto del arquitecto José Talma Ortiz de Lanzagorta.

### Número 12
Edificio que ocupa el número 12 de la calle que en su última época fue cuartel en Bilbao del destacamento del Regimiento de Zapadores Ferroviarios,y anteriormente ocupado por la empresa A. Conrad y Cía.

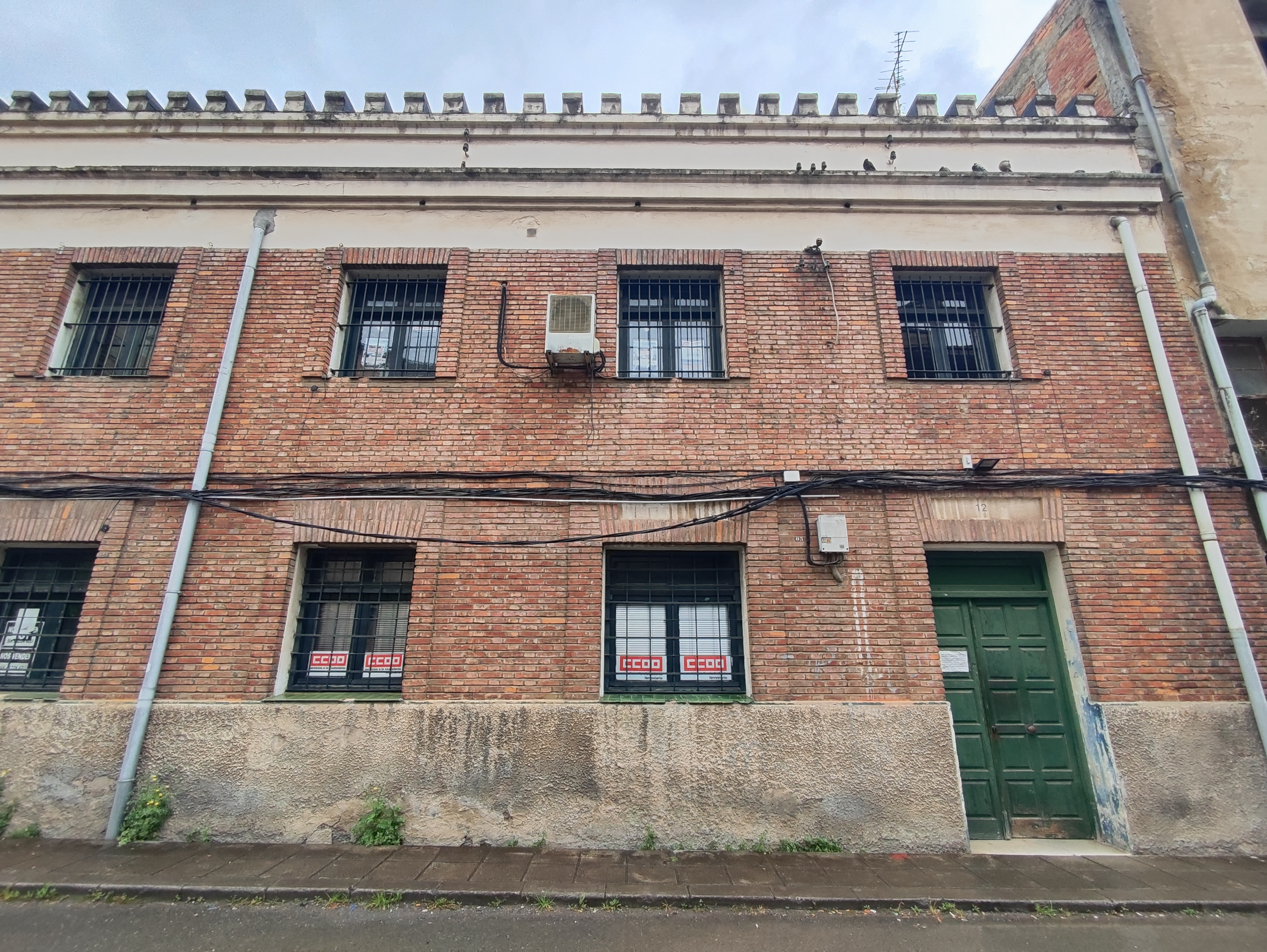
Destacamento de Ferrocarriles

#### Destacamento de ferrocarriles
Creado en 1884 como el "Batallón de Ferrocarriles", en 1994 se creó una nueva unidad con la fusión del Regimiento de Zapadores Ferroviarios n.º 13 y del Regimiento de Movilización y Prácticas de Ferrocarriles n.º 14, dando lugar al Regimiento de Ferrocarriles n.º 13 con base en Madrid pero con unidades esparcidas por todo el estado, entre ellas Bilbao, con un convenio con RENFE del año 1941 por el cual los soldados licenciados pasaban a ser personal de la compañía.

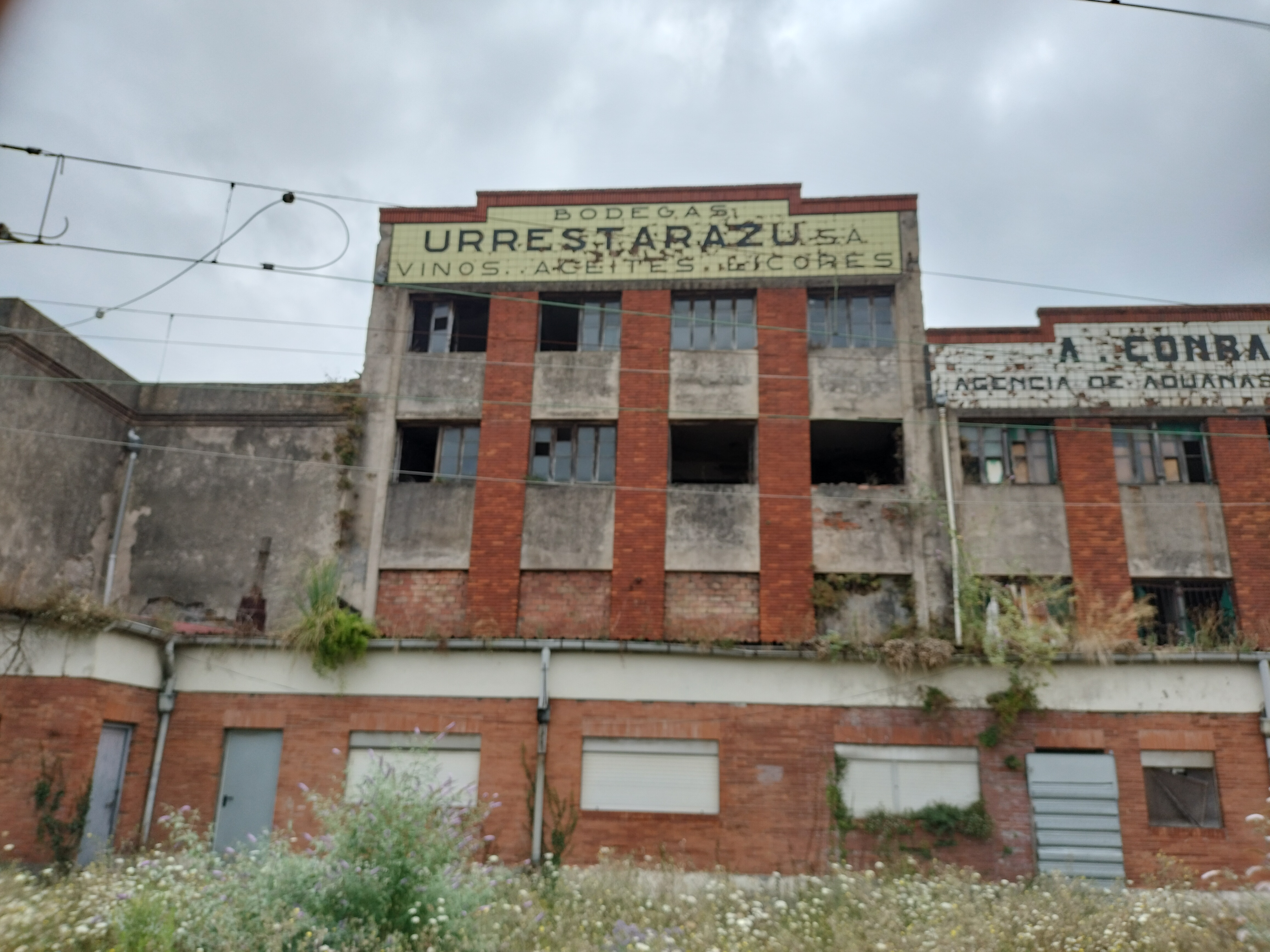
Pabellón Urrestarazu

### Felipe Urrestarazu
El edificio de Felipe Urrestarazu, en el n.º 4 de la calle, que originalmente se dedicaba al almacenamiento de aceite y licores, y en el que posteriormente se instalaron las empresas Transportes Navales S.A. y Tejada y Compañía, propiedad de la misma familia.

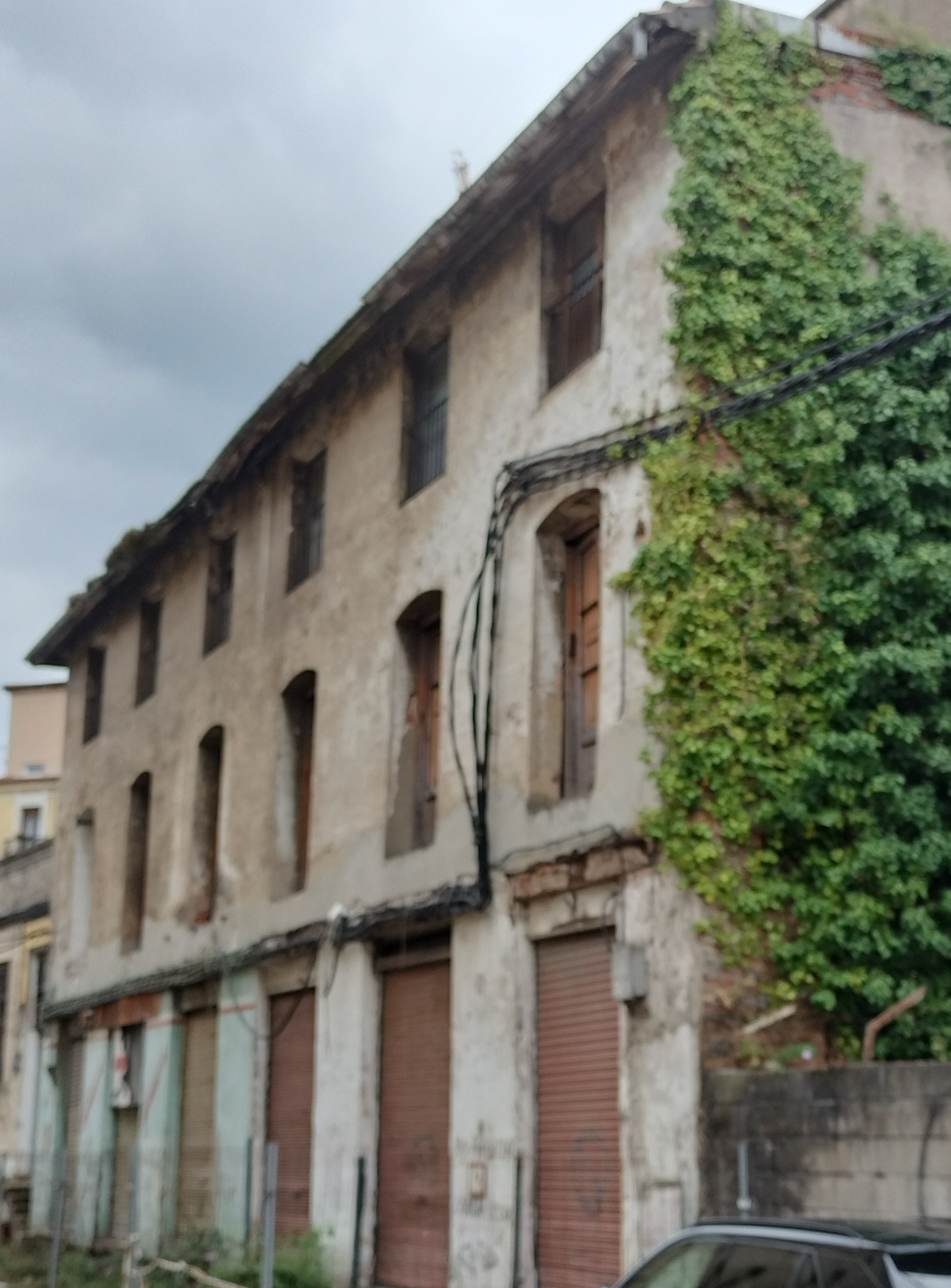
Hijos de J. Escudero

### Hijos de J. Escudero
Nº 7 de la calle, edificio de Hijos de J. Escudero desde por lo menos 1913. Dedicado a almacén de ultramarinos, la empresa también tenía otro de menores dimensiones en la acera de enfrente.

### Zugazabeitia y Legarra

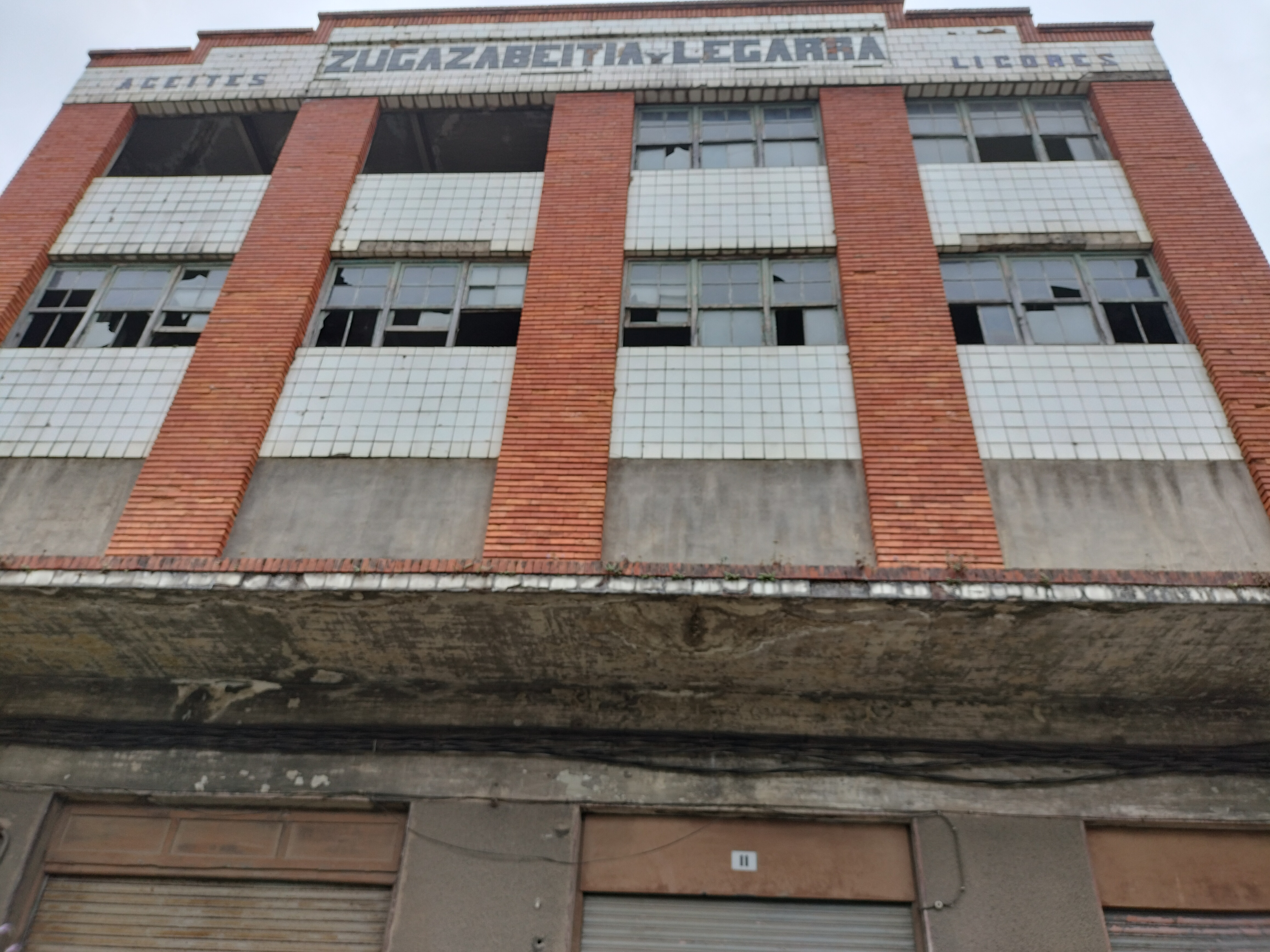
Zugazabeitia y Legarra

Edificio de Zugazabeitia y Legarra en el n.º 11 de la calle. Empresa creada el 15 de julio de 1918,época en la que se construyeron los edificios de la calle Particular del Norte destinados al almacenamiento, sobre todo, de vino y licores. El edificio original se incendió durante la Guerra Civil y fue reconstruido por el arquitecto Manuel María de Smith en 1938. En 1983 otro incendio destruyó las instalaciones, siendo posteriormente reconstruido.

## Nueva estación de Abando - Tren de Alta Velocidad
Dentro de los proyectos para la construcción de la nueva estación de Abando que se planea con base en las necesidades del Tren de Alta Velocidad (TAV) se preveen cambios en la zona que afectaran directamente a la calle Particular del Norte.Adif y el Gobierno Vasco firmaron un convenio por el cual se encomendó a la Administración General de la Comunidad Autónoma del País Vasco la redacción de proyectos de plataforma y construcción del corredor de acceso a la estación de Bilbao-Abando de la nueva red ferroviaria del País Vasco. Mediante dicho convenio, la Administración General de la Comunidad Autónoma del País Vasco asumió la construcción de la plataforma del nuevo acceso de alta velocidad a la estación de Bilbao-Abando, mientras Adif asumió la redacción del proyecto y ejecución de las obras de vía, electrificación, instalaciones de seguridad y comunicaciones e instalaciones de seguridad no ferroviaria.

## P.G.O.U. de Bilbao
En la redacción del Plan General de Ordenación Urbana (PGOU) de Bilbao se encuentran inventariados como Edificios de Protección Básica Nivel D-2, que define un régimen de protección para fachadas que deja mayor libertad para las intervenciones en los interiores, 5 edificios que corresponden a la acera de los pares de la calle Particular del Norte, la zona perteneciente al distrito de Abando, concretamente los números del 2 al 12. Quedan sin ninguna protección municipal los edificios del lado izquierdo de la calle pertenecientes al distrito de Ibaiondo, a pesar de que todo el conjunto es considerado relevante en el inventario del Gobierno Vasco.